# Ruxandra Zenide
Ruxandra Zenide (n. 1975, București, România) este o regizoare, scenaristă și producătoare de film româno-elvețiană.

## Biografie
Ruxandra Zenide s-a născut în 1975 la București și a emigrat împreună cu familia sa în Elveția.
Ruxandra Zenide a studiat regia de film la New York University din Statele Unite și FAMU Praga (Republica Cehă). Regizoarea româno-elvețiană a absolvit un masterat în afaceri internaționale (Master’s Degree in International Affairs) la Institut Universitaire des Hautes Etudes Internationales (cunoscut și prin acronimul IUHEI) din Geneva. Este, de asemenea, unii din fondatorii companiei de producției Elefant Films.
Debutul său de lung metraj, Ryna (2005), care a fost bine primit și apreciat, fiind distribuit internațional în săli de cinema în Elveția, Germania, România și Statele Unite a continuat tradiția filmelor sale anterioare de scurt metraj și metraj mediu, Împușcă-mă (titlul original, Shoot Me), Golul (titlul original, Hole), Camera de așteptare (titlul original, The Waiting Room), Praf (titlul original, Dust) și Green Oaks (titlul original, Stejarii verzi).

## Filmografie

### Regizoare de lungmetraje
- 2005 — Ryna
- 2015 — Miracolul din Tekir (titlu în engleză, The Miracle of Tekir)
- 2013 — Cosmetica fericii (titlu în franceză, La cosmétique du bonheur)

### Regizoare de scurtmetraje
- 1999 — Împușcă-mă (titlul original,Shoot Me)[5]
- 1999 — Golul sau Gaura (titlul original, Hole)
- 2001 — Camera de așteptare (titlul original, The Waiting Room)
- 2002 — Praf ((titlul original, Dust)
- 2003 — metraj mediu, Stejarii verzi ((titlul original, Green Oaks)

### Regizoare de filme documentare
- 2009 — Cinemaguerilla

### Designer de costume
- 2005 — Le tramway d'Andréa

### Scenaristă de film
- 2002 - Praf (Dust)
- 2003 - Stejarii verzi (Green Oaks)
- 2015 - Miracolul din Tekir (The Miracle of Tekir)

### Producătoare
- 2005 — Ryna – producător asociat